# Asma bint Shihab
Asma bint Shihab, död 1087, var en regerande drottning av Sulayhiddynastin i Jemen mellan 1047 och 1087. Hon var medregent tillsammans med först sin make Ali al-Sulayhi, och därefter (efter 1067) med sin son Ahmad al-Mukkaram och svärdotter Arwa al-Sulayhi. Hon är vid sidan Arwa al-Sulayhi en av endast två kvinnliga arabiska makthavare i muslimsk historia, som har fått khutba läst i sitt namn som monark. 
Asma bint Shihab var gift med sin kusin Ali al-Sulayhi, som år 1047 grundade Sulayhiddynastin i Jemen. Vid sin tronbestigning lät han utropa henne till sin medregent av kärlek och som tack för hennes stöd, och hon blev den första kvinna efter islams införande som förklarades som laglig monark genom fredagsbönen khutba, något som bara tillkom regerande monarker och som då var unikt för en kvinna. Hon blev berömd i dåvarande muslimska världen, och väckte stort uppseende då hon närvarade vid regeringssammanträderna utan slöja. År 1067 gjorde hon och hennes make en pilgrimsfärd då de överfölls och maken dödades medan hon fördes som fånge till Zubayd. Hon befriades av sin son året därpå, Ahmad al-Mukkaram, och när sonen kort därefter fick ett slaganfall och blev totalförlamad och oförmögen att regera, tog hon över regeringen tillsammans med sin svärdotter Arwa al-Sulayhi, som utnämndes till hennes medregent. Asma beskrevs av samtida krönikörer som en vis och respekterad regent. 